# Anemopaegma
Anemopaegma es un género con 113 especies de árboles pertenecientes a la familia Bignoniaceae.

## Descripción
Son bejucos con los tallos con (4–) 8 rayos de floema en corte transversal, las ramitas teretes; pseudoestípulas foliáceas o ausentes. Hojas 2–5-folioladas, frecuentemente con un zarcillo terminal simple o trífido. Inflorescencia en forma de un racimo axilar o terminal; flores amarillas; cáliz cupular, generalmente truncado; corola glabra o lepidoto-glandular por fuera; ovario elipsoide, generalmente estipitado, lepidoto o puberulento; disco pulviniforme. Fruto una cápsula elíptica a orbicular, a menudo fuertemente comprimida, lisa; semillas planas, completamente rodeadas por alas anchas hialino-membranáceas, o sin alas y entonces cafés y suberosas.

## Taxonomía
El género fue descrito por Mart. ex Meisn. y publicado en Plantarum vascularium genera secundum ordines ... 1: 300; 2: 208. 1840. La especie tipo es: Anemopaegma mirandum.

### Especies seleccionadas
- Anemopaegma acutifolium
- Anemopaegma alatum
- Anemopaegma album
- Anemopaegma arvense, sinónimos:
  - Anemopaegma mirandum
  - Anemopaegma sessilifolium
  - Anemopaegma subundulatum
- Anemopaegma balizeanum
- Anemopaegma bifarium
- Anemopaegma glaucum